# College Basketball Invitational

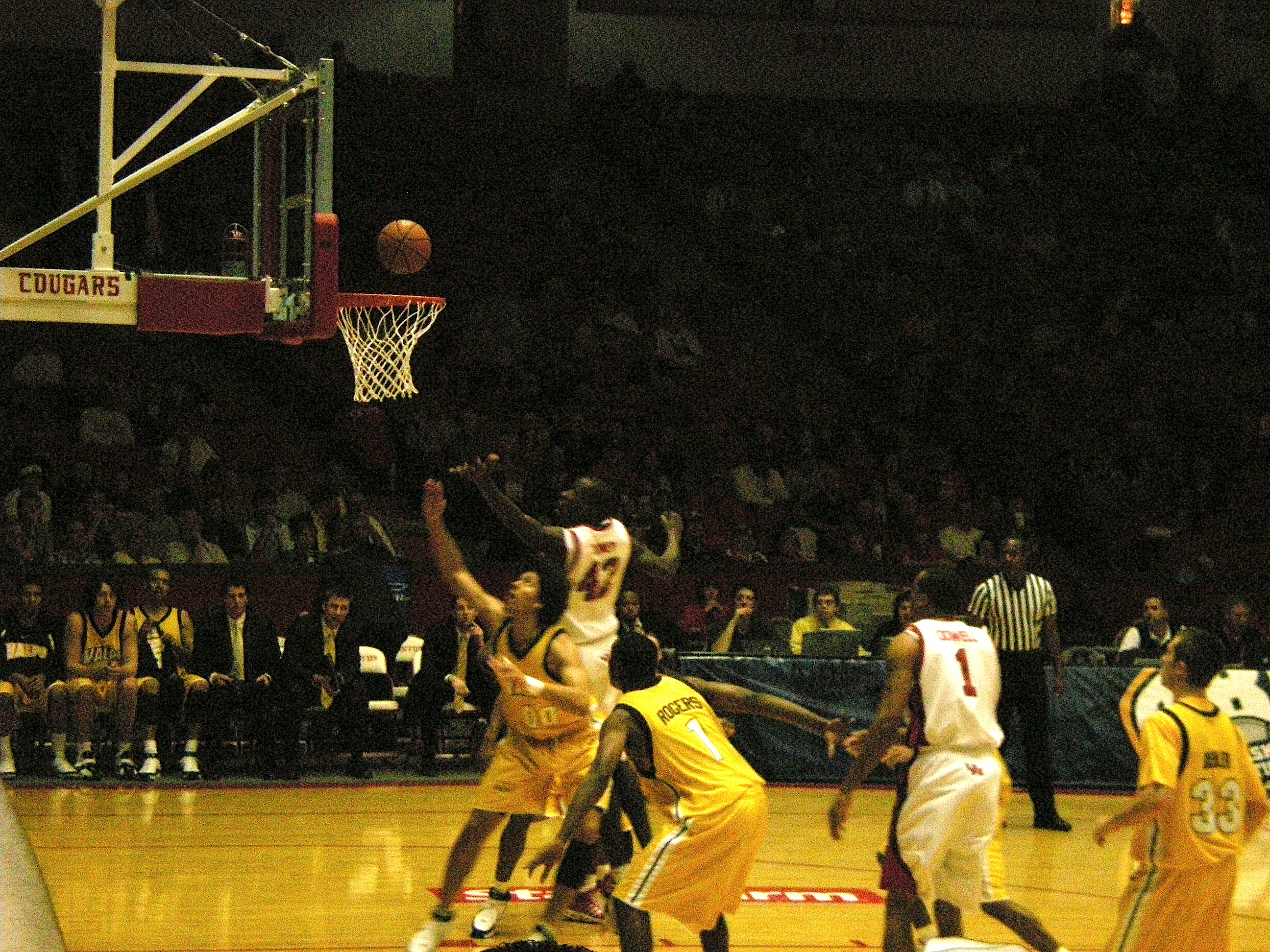
Houston Cougars vs. Valparaiso Crusaders, CBI-Viertelfinale 2008

Das College Basketball Invitational (CBI) ist ein jährlich ausgetragenes Einladungsturnier im Basketball im Bereich des von der National Collegiate Athletic Association (NCAA) organisierten Hochschulsports in den Vereinigten Staaten. Es fand 2008 erstmals statt und wird von der in Princeton, New Jersey ansässigen Sportmarketingfirma The Gazelle Group organisiert.
Am CBI, das in der Nachsaison im März beziehungsweise April ausgetragen wird, nehmen 16 Mannschaften teil, die anhand ihrer Leistungen in der regulären Saison ausgewählt und eingeladen werden. Die Festlegung der Teams erfolgt dabei nach Bekanntgabe der Teilnehmer des NCAA-Division-I-Basketball-Championship-Turniers und des seit 2005 ebenfalls von der NCAA organisierten National Invitation Tournaments, die beide insbesondere aufgrund ihrer jahrzehntelangen Tradition als prestigeträchtiger gelten.
Das CBI findet im K.-o.-System statt, bei dem im Achtel-, Viertel- und Halbfinale die beteiligten Mannschaften jeweils ein Spiel austragen. Das Finale wird im Best-of-three-Modus als Championship Series durchgeführt, welche diejenige Mannschaft gewinnt, die zuerst zwei Spiele für sich entscheidet. Austragungsort aller Spiele sind die Spielstätten der beteiligten Teams.

## Sieger
| Jahr | Sieger                                            |
| 2008 | Tulsa Golden Hurricane (Conference USA)           |
| 2009 | Oregon State Beavers (Pacific-12 Conference)      |
| 2010 | VCU Rams (Colonial Athletic Association)          |
| 2011 | Oregon Ducks (Pacific-12 Conference)              |
| 2012 | Pittsburgh Panthers (Big East Conference)         |
| 2013 | Santa Clara Broncos (West Coast Conference)       |
| 2014 | Siena Saints (Metro Atlantic Athletic Conference) |
| 2015 | Loyola Ramblers (Missouri Valley Conference)      |
| 2016 | Nevada Wolf Pack (Mountain West Conference)       |
| 2017 | Wyoming Cowboys (Mountain West Conference)        |